# Tytus Działyński

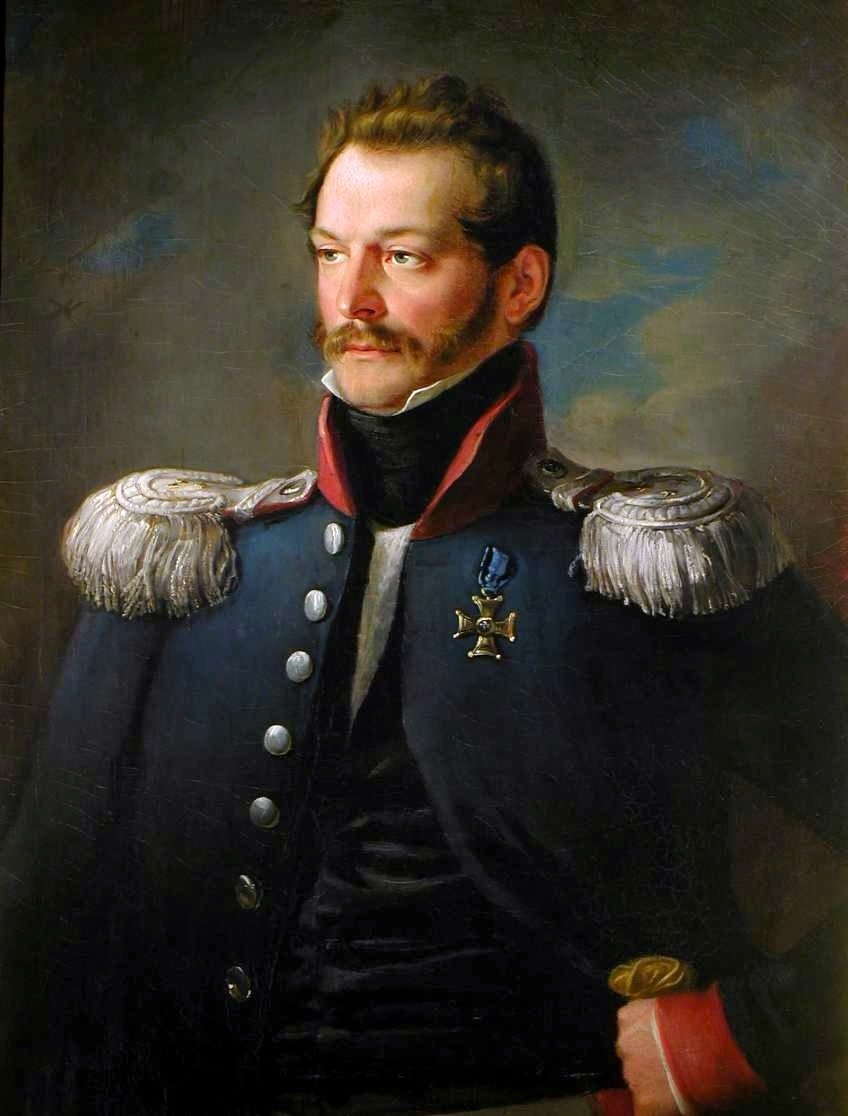
Tytus Działyński

Adam Tytus Działyński, född 24 december 1796 i Poznań, död där 12 april 1861, var en polsk greve. Han var far till Jan Kanty Działyński.
Działyński gjorde vidsträckta resor, bland annat i Sverige och Danmark, för att samla material till sitt fäderneslands historia samt tjänstgjorde 1830 som frivillig i Poznańlegionen och som Jan Zygmunt Skrzyneckis adjutant. För historien är hans Liber geneseos illustris familiæ Schidlovieciorum (Paris 1848) och Acta Tomiciana (nio band, Poznań 1852) särdeles viktiga.